# Français en Belgique
Pour la variante régionale du français, voir français de Belgique
Les Français en Belgique sont les citoyens français vivant en Belgique. L'expression « communauté française de Belgique » n'est pas utilisée pour les désigner car elle désigne déjà une entité fédérée belge, appelée « Fédération Wallonie-Bruxelles » depuis mai 2011. Quant à l'expression français de Belgique, elle renvoie ici à la langue, et non aux personnes.

## Histoire
De nombreux Français, dont le père de l'écrivain-phare du nationalisme flamand Hendrik Conscience, s'étaient installés sur le territoire de la future Belgique pendant la période d'annexion à la France (1795-1815), au cours de laquelle tous les habitants de ce territoire divisé en départements étaient donc de nationalité française, pour devenir ensuite sujets néerlandais en 1815. Il n'a jamais existé de nationalité belge avant 1830.
Les ouvrages traitant du droit électoral belge et de la nationalité au XIXe siècle détaillent avec beaucoup de précision les différentes catégories qui avaient ou non droit à la nationalité belge, y compris les habitants originaires des villes-enclaves françaises annexées aux provinces belges des Pays-Bas en 1815, Philippeville et Mariembourg,,.
Depuis ces dernières décennies, la Belgique connait une immigration massive de français dont la plupart sont des étudiants immigrant dans le pays afin d'étudier dans les universités belges qui convoitent ayant à leurs yeux une meilleure réputation au niveau de la qualité d'enseignements par rapport aux universités française mais aussi par contrainte en raison du manque de places disponibles dans les universités françaises. Cette forte présence d'étudiant français dans les universités belges fait l'objet de critiques en Belgique.

## Enseignement

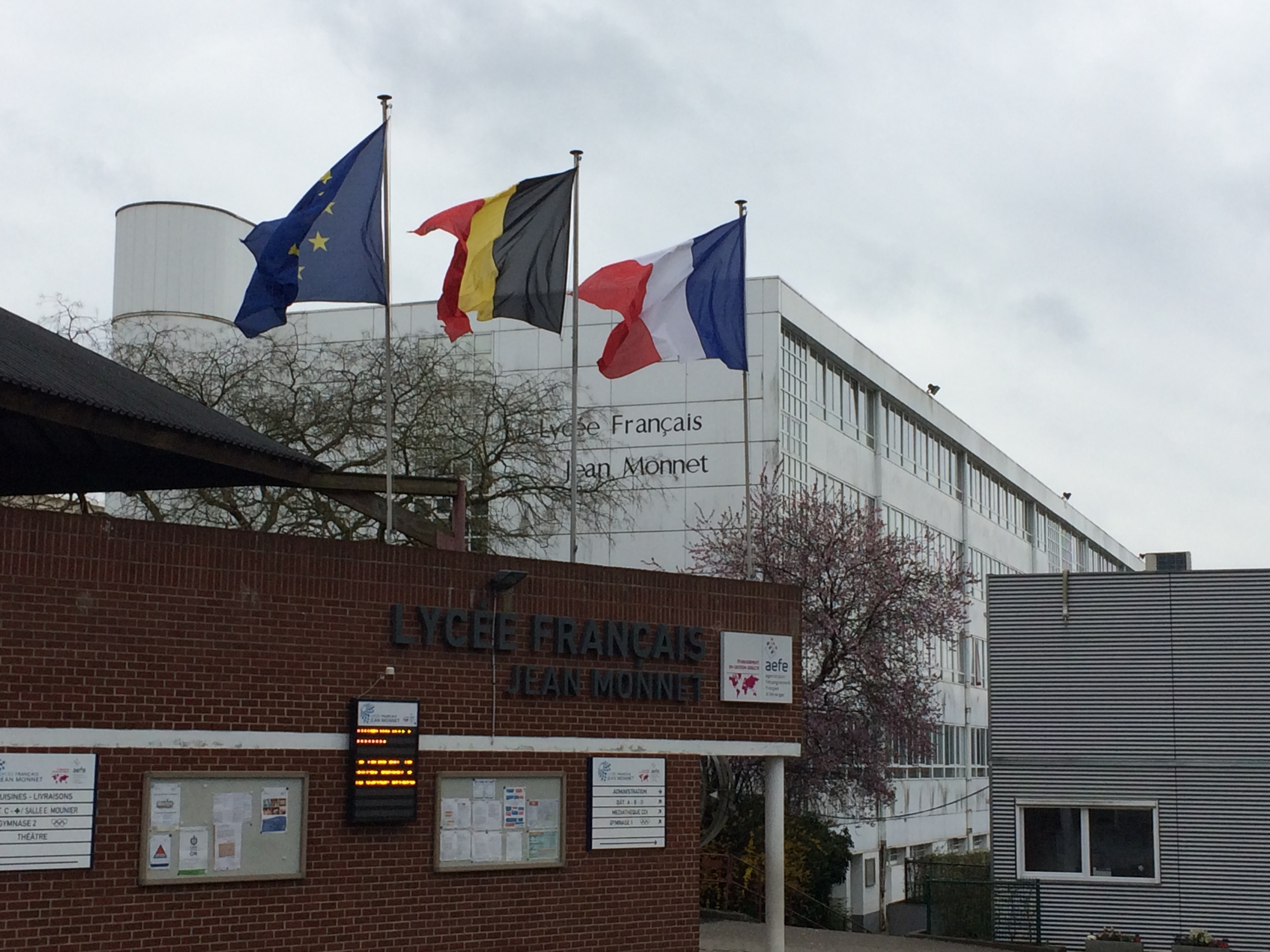
Lycée français Jean-Monnet

Le Lycée français de Bruxelles, « Lycée français Jean-Monnet », qui existe depuis 1907, et le Lycée français international d'Anvers, « Lycée d'Anvers - Collège Marie-José », fondé en 1901 sous la dénomination d'Institut Rachez, constituent, selon le site de l'Ambassade de France en Belgique, des établissements scolaires français liés à l’Agence pour l'enseignement français à l'étranger (AEFE) par une convention et reconnus par le ministère de l'Éducation nationale français.
Un établissement similaire avait vu le jour à Gand en 1889, il ferma ses portes en 1908, mais il existait encore une École française (également dénommée « Collège français ») de Gand. Le Collège de Gand a fermé ses portes en juin 2007.

## Démographie
| Année | Français | Français % | Population de la Belgique | Français devenant belges |
| ----- | -------- | ---------- | ------------------------- | ------------------------ |
| 1998  | 103 563  |            |                           | 491                      |
| 1999  | 105 113  |            |                           | 363                      |
| 2000  | 107 240  | 1,05 %     | 10 239 085                | 948                      |
| 2001  | 109 322  |            |                           | 1 025                    |
| 2002  | 111 146  |            |                           | 856                      |
| 2003  | 113.037  |            |                           | 698                      |
| 2004  | 114 943  | 1,06 %     | 10 396 421                | 780                      |
| 2005  | 117 349  | 1,12 %     | 10 445 852                | 772                      |
| 2006  | 120 600  | 1,15 %     | 10 511 382                | 820                      |
| 2007  |          |            | 10 584 534                | 836                      |
| 2008  | 130 568  | 1,15 %     | 10 666 866                |                          |
| 2009  | 136 639  | 1,13 %     | 10 753 080                |                          |
| 2010  | 140 227  | 1,13 %     | 10 839 905                |                          |

120 600 ressortissants français résidaient en Belgique au 1er janvier 2006 selon les statistiques officielles belges, n'incluant donc pas les binationaux franco-belges, considérés comme belges en Belgique, ce alors qu'en juin 2006 seuls 78 500 Français, dont 27 % de binationaux, étaient immatriculés dans les consulats français de Belgique, ce qui faisait une différence d'environ 66 000 Français "mononationaux" inconnus des consulats français, soit 46 % du total.

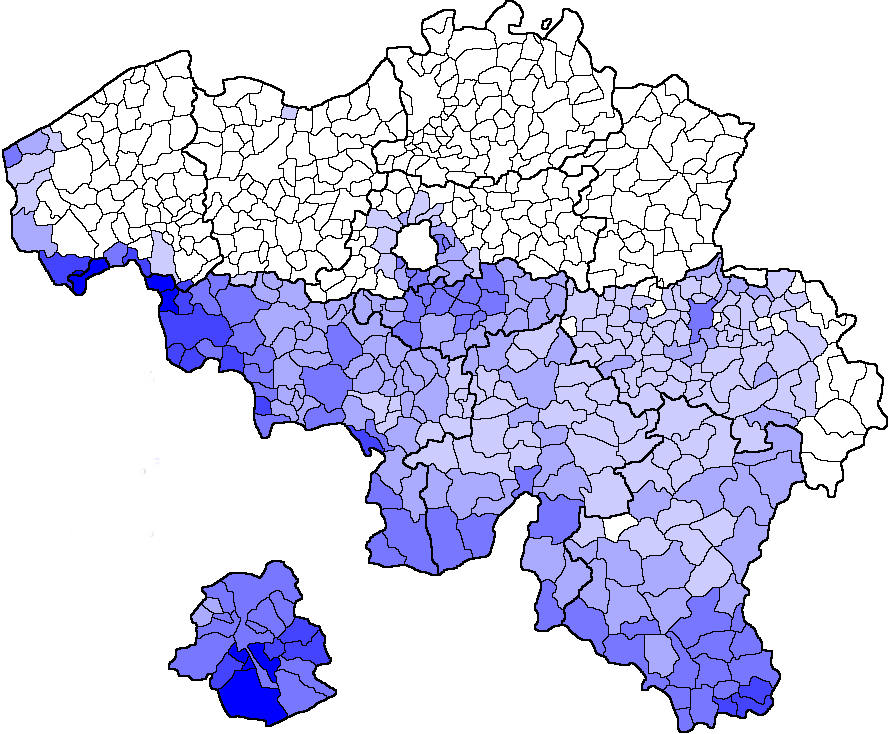

Entre 1985 et 1997, 26 411 Français ont acquis la nationalité belge. La Convention de Strasbourg, adoptée par le Conseil de l’Europe le 6 mai 1963 en vue de réduire les cas de " pluralité de nationalité " entre États membres, a été ratifiée par la Belgique le 19 juillet 1991, le ressortissant d'un État ayant ratifié tous les articles de cette convention (notamment la Belgique et la France) qui a acquis volontairement la nationalité d’un autre État partie à la Convention perdait dès lors automatiquement sa nationalité d'origine, sans effet rétroactif toutefois. Un arrêté royal du 23 avril 2008 a dénoncé cette Convention de Strasbourg.
| Belges nés en Belgique                                                                            | 8 645 439         | 86,6 %       |        |
| Belges (de naissance) nés à l'étranger dont France                                                | 130 710 30 130    | 1,3 % 23,1 % | 16,6 % |
| Immigrés naturalisés dont France                                                                  | 186 543 40 307    | 1,9 % 21,6 % | 22,2 % |
| Naturalisés de 2e et 3e génération (nés en Belgique) dont France                                  | 115 132 17 664    | 1,2 % 15,3 % | 9,7 %  |
| Non-naturalisés de 2e et 3e génération dont France                                                | 312 237 20 300    | 3,1 % 6,5 %  | 11,2 % |
| Anciens immigrés (non naturalisés nés à l'étranger et vivant en Belgique en 1986) dont France     | 425 584 51 951    | 4,3 % 12,2 % | 28,6 % |
| Immigrés récents (non naturalisés nés à l'étranger et arrivés en Belgique après 1986) dont France | 163 027 21 112    | 1,6 % 13,0 % | 11,6 % |
| Total Belgique dont Français, nés en France ou nés français                                       | 9 978 672 181 464 | 100 % 1,82 % | 100 %  |

## Politique

### Élections françaises
| Élection | Nombre d'inscrits | Participation |
| -------- | ----------------- | ------------- |
| 1995     | 19 574            | 54,88 %       |
| 2002     | 24 946            | 42,90 %       |
| 2007     | 48 875            | 47,84 %       |
| 2012     | 66 879            | 49,5 %        |

Élection présidentielle de 1988
Au premier tour de l'élection présidentielle de 1988, Raymond Barre, ancien commissaire européen, était arrivé en tête en Belgique.
Élection présidentielle de 1995
Au premier tour, Lionel Jospin est arrivé en tête avec 29,80 %, suivi d’Édouard Balladur (28,60 %), Jacques Chirac (22,72 %) n'arrivant qu'en troisième position. Le taux d'abstention a dépassé 45 %, avec 10 742 votants sur 19 574 inscrits.
Élections européennes de 1999 
De 1979 à 1999, les Français établis en Belgique ont pu voter pour les listes françaises aux élections européennes dans des locaux prévus à cet effet par les consulats. Cette possibilité a pris fin en 2004, avec la fin de la circonscription électorale unique.
Par ailleurs, ils pouvaient s'inscrire sur les listes électorales belges pour ces élections, les binationaux étant inscrits d'office sur celles-ci et soumis à l'obligation de vote. Le double vote est théoriquement interdit, mais dans la pratique tout contrôle est impossible pour cause de souveraineté nationale, aucun pays n'étant disposé à communiquer le contenu d'une liste électorale ou d'émargement à un autre.
Élection du Conseil supérieur des Français de l'étranger de 2000
Huit listes concouraient pour cette élection, la liste 8, "L'Union des Français et Françaises de Belgique avec Jacques Chirac, Président de la République" est arrivée en tête avec 1 727 voix sur 6 283 suffrages exprimés (27,5 %), suivie de près par la liste 6, « ADFE Belgique (Association démocratique des Français à l'étranger) - La Gauche plurielle avec Lionel Jospin soutenue par le Parti socialiste, le Parti communiste, le Mouvement des citoyens et des écologistes » avec 1 724 voix (27,4 %), suivies par la liste 7, « Les Français de Belgique pour une gauche plurielle dans une Europe écologique, citoyenne et solidaire » (proche du Parti radical de gauche) avec 792 voix (12,6 %).
Élection présidentielle de 2002
| Tour                                   | Inscrits       | Abstentions | Votants          | Blancs-Nuls | Exprimés         |
| -------------------------------------- | -------------- | ----------- | ---------------- | ----------- | ---------------- |
| 1er tour (Belgique)                    | 24 946 (100 %) |             | 10 703 (42,90 %) | 75          | 10 628           |
| 2d tour (Circonscription de Bruxelles) | 19 063 (100 %) |             |                  |             | 10 498 (55,07 %) |

| Candidat                | Votes en Belgique | % en Belgique | % total en France |
| ----------------------- | ----------------- | ------------- | ----------------- |
| Bruno Mégret            | 79                | 0,74 %        | 2,34 %            |
| Corinne Lepage          | 355               | 3,34 %        | 1,88 %            |
| Daniel Gluckstein       | 19                | 0,18 %        | 0,47 %            |
| François Bayrou         | 1 276             | 12,01 %       | 6,84 %            |
| Jacques Chirac          | 2 400             | 22,58 %       | 19,88 %           |
| Jean-Marie Le Pen       | 711               | 6,69 %        | 16,86 %           |
| Christiane Taubira      | 343               | 3,23 %        | 2,32 %            |
| Jean Saint-Josse        | 65                | 0,61 %        | 4,23 %            |
| Noël Mamère             | 937               | 8,82 %        | 5,25 %            |
| Lionel Jospin           | 2 288             | 21,53 %       | 16,18 %           |
| Christine Boutin        | 258               | 2,43 %        | 1,19 %            |
| Robert Hue              | 95                | 0,89 %        | 3,37 %            |
| Jean-Pierre Chevènement | 536               | 5,04 %        | 5,33 %            |
| Alain Madelin           | 667               | 6,28 %        | 3,91 %            |
| Arlette Laguiller       | 318               | 2,99 %        | 5,72 %            |
| Olivier Besancenot      | 281               | 2,64 %        | 4,25 %            |

| Candidat          | Votes en Belgique | % en Belgique | % total en France |
| ----------------- | ----------------- | ------------- | ----------------- |
| Jacques Chirac    | 9 795             | 93,30 %       | 82,21 %           |
| Jean-Marie Le Pen | 703               | 6,70 %        | 17,79 %           |

Référendum de 2005 sur la Constitution européenne
| Circonscriptions             | % de votes oui |
| ---------------------------- | -------------- |
| Circonscription d'Anvers     | 71,7 %         |
| Circonscription de Bruxelles | 83 %           |
| Circonscription de Liège     | 72,5 %         |
| Total France                 | 45,32 %        |

Élection de l'Assemblée des Français de l'étranger de 2006
Six listes concouraient aux élections de 2006, cinq listes de droite et une liste de gauche. La liste 3 (ADFE) a emporté trois sièges (Pierre-Yves Le Borgn', Francine Bougeon-Massen, Jean-Jacques Rateau) avec 2 620 voix sur 6 757 suffrages exprimés (38,77 %), la liste 1 (Union des Français et des Françaises de Belgique), deux sièges (Alexandre Laurent, Gabrielle Thery-Monseu) avec 1 623 voix (24,02 %), la liste 4 (Liste L'Union fait la France) un siège (Georges-Francis Seingry) avec 1 180 voix (17,46 %). trois listes sur six qui se présentaient au suffrage des Français de Belgique le 18 juin 2006 s'affirmaient "soutenue officiellement par l'UMP et l'UDF", L'Union fait la France, la Liste France-Belgique-Europe et l'Union des Français et des Françaises de Belgique, il y avait également une liste du Front national et une du Mouvement pour la France,.
Siègent en mars 2012 pour le mandat 2006-2013 (prolongé d'un an pour cause d'élections présidentielle et législatives) : Francine Bougeon-Massen (Français du Monde - ADFE), Patricia Grillo (Français du Monde - ADFE, remplaçant Pierre-Yves Le Borgn', élu en 2006, démissionnaire en 2009), Alexandre Laurent (Majorité présidentielle), Anne Monseur-Ducarme (Rassemblement des Français de l'étranger, remplace Gabrielle Thery-Monseu, élue en 2006), Jean-Jacques Rateau (Français du Monde - ADFE), Georges-Francis Seingry (Rassemblement des Français de l’étranger)
Élection présidentielle de 2007
| Tour     | Inscrits       | Abstentions | Votants          | Blancs-Nuls | Exprimés |
| -------- | -------------- | ----------- | ---------------- | ----------- | -------- |
| 1er tour | 48 875 (100 %) | 25 491      | 23 384 (47,84 %) | 35          | 23 239   |
| 2d tour  | 48 596 (100 %) | 25 015      | 23 581 (48,52 %) | 438         | 23 143   |

| Candidat             | Votes en Belgique | % en Belgique | % total en France |
| -------------------- | ----------------- | ------------- | ----------------- |
| Olivier Besancenot   | 503               | 2,16 %        | 4,08 %            |
| Marie-George Buffet  | 125               | 0,54 %        | 1,93 %            |
| Gérard Schivardi     | 20                | 0,09 %        | 0,34 %            |
| François Bayrou      | 5 296             | 25,46 %       | 18,57 %           |
| José Bové            | 332               | 1,43 %        | 1,32 %            |
| Dominique Voynet     | 526               | 2,26 %        | 1,57 %            |
| Philippe de Villiers | 206               | 0,89 %        | 2,23 %            |
| Ségolène Royal       | 6 454             | 27,77 %       | 25,87 %           |
| Frédéric Nihous      | 57                | 0,25 %        | 1,15 %            |
| Jean-Marie Le Pen    | 669               | 2,88 %        | 10,44 %           |
| Arlette Laguiller    | 112               | 0,48 %        | 1,33 %            |
| Nicolas Sarkozy      | 8 139             | 35,80 %       | 31,18 %           |

| Candidat        | Votes en Belgique | % en Belgique | % total en France |
| --------------- | ----------------- | ------------- | ----------------- |
| Nicolas Sarkozy | 12 425            | 53,69 %       | 53,06 %           |
| Ségolène Royal  | 10 718            | 46,31 %       | 46,94 %           |

Selon Yannick Andrianarahinjaka, consul général adjoint au Consulat général de France à Bruxelles, « Traditionnellement, les Français de l'étranger participent moins aux scrutins que ceux de la France métropolitaine. (...) Il y avait eu pas mal de problèmes d'inscription lors du premier tour. Cette fois-ci, certains électeurs inscrits au premier tour ont été rayés des listes électorales, tandis que d'autres s'y sont ajoutés. ».
Primaires présidentielles socialistes de 2011
Inscriptions sur les listes d'électeurs enregistrées au plus tard le 31 décembre 2010 à 18h :
- Anvers : 1 866 inscrits
- Bruxelles : 54 088
- Liège : 8 558
- Total : 64 512 inscrits pour la Belgique

| Bureau de vote | Arnaud Montebourg | Martine Aubry | Jean-Michel Baylet | Manuel Valls | François Hollande | Ségolène Royal | Votes nuls | Total | Électeurs potentiels |
| -------------- | ----------------- | ------------- | ------------------ | ------------ | ----------------- | -------------- | ---------- | ----- | -------------------- |
| Bruxelles      | 141 (15 %)        | 419 (45 %)    | 4                  | 74 (8 %)     | 246 (26 %)        | 56 (6 %)       | 2          | 942   | 54 088               |
| Liège          | 8                 | 17            | 1                  | 1            | 15                | 3              | 0          | 45    | 8 558                |

| Bureau de vote | Martine Aubry | François Hollande | Votes nuls et blancs | Total |
| -------------- | ------------- | ----------------- | -------------------- | ----- |
| Bruxelles      | 609 (60,66 %) | 391 (38,94 %)     | 4                    | 1 004 |
| Liège          |               |                   |                      |       |

Élection présidentielle de 2012
Selon le site « Français de Belgique - Une chance pour la France », « Pour les élections présidentielles et législatives, les 77 473 électeurs inscrits (+20 % d’augmentation en un an) ont choisi à 86 % de voter en Belgique et 14 % en France. »
|                    |                                                   | Premier tour 22 avril 2012 | Premier tour 22 avril 2012    | Premier tour 22 avril 2012 | Second tour 6 mai 2012   | Second tour 6 mai 2012        | Second tour 6 mai 2012 |
|                    |                                                   | Nombre                     | % des inscrits                | % des votants              | Nombre                   | % des inscrits                | % des votants          |
| Inscrits           | Inscrits                                          | 66 879                     | 100,00 %                      |                            |                          |                               |                        |
| Abstentions        | Abstentions                                       |                            | %                             |                            |                          |                               |                        |
| Votants            | Votants                                           | 33,140                     | 49,5 %                        | 100,00 %                   |                          |                               |                        |
| Blancs ou nuls     | Blancs ou nuls                                    |                            | %                             | %                          |                          |                               |                        |
| Suffrages exprimés | Suffrages exprimés                                |                            | %                             | %                          |                          |                               |                        |
|                    |                                                   |                            |                               |                            |                          |                               |                        |
|                    | Candidat Parti politique                          | % des votants (Belgique)   | % des exprimés (total France) |                            | % des votants (Belgique) | % des exprimés (total France) |                        |
|                    | Nicolas Sarkozy Union pour un mouvement populaire | 34,86 %                    | 27,18 %                       |                            |                          |                               |                        |
|                    | François Hollande Parti socialiste                | 25,47 %                    | 28,63 %                       |                            |                          |                               |                        |
|                    | François Bayrou Mouvement démocrate               | 13,03 %                    | 9,13 %                        |                            |                          |                               |                        |
|                    | Jean-Luc Mélenchon Front de gauche                | 10,89 %                    | 11,11 %                       |                            |                          |                               |                        |
|                    | Marine Le Pen Front national                      | 7,07 %                     | 17,90 %                       |                            |                          |                               |                        |
|                    | Eva Joly Europe Écologie Les Verts                | 5,90 %                     | 2,31 %                        |                            |                          |                               |                        |
|                    | Nicolas Dupont-Aignan Debout la République        | 1,21 %                     | 1,79 %                        |                            |                          |                               |                        |
|                    | Philippe Poutou Nouveau Parti anticapitaliste     | 0,79 %                     | 1,15 %                        |                            |                          |                               |                        |
|                    | Jacques Cheminade Solidarité et progrès           | 0,43 %                     | 0,25 %                        |                            |                          |                               |                        |
|                    | Nathalie Arthaud Lutte ouvrière                   | 0,35 %                     | 0,56 %                        |                            |                          |                               |                        |

 Élections législatives de 2012
Parmi les seize candidats pour le nouveau siège de député du Benelux, les candidats UMP Marie-Anne Montchamp et ARES Dominique Paillé n'ont jamais habité dans un de ces pays. Stéphane Buffetaut (PCD-CNI), ancien eurodéputé, déclare « partager (sa) vie entre Versailles et Bruxelles ». Au moins cinq autres candidats habitent la région de Bruxelles-Capitale, Philippe Cordery (PS) à Etterbeek, Georges-Francis Seingry (délégué à l'AFE, UMP dissident), Virginie Taittinger (divers droite) et Charlotte Balavoine (Front de gauche) à Bruxelles, Perrine Ledan (EELV) à Uccle, où elle sera également candidate sur la liste Ecolo pour les élections communales belges d'octobre 2012,. Ruben Mohedano-Brèthes (Alliance centriste) habite à Enghien, en Wallonie.
Élection présidentielle de 2017

### Élections belges
Au 1er août 2000, date limite de clôture des listes électorales pour les élections communales belges, il y avait 14 184 électeurs de nationalité française (7 162 hommes, 7 622 femmes) inscrits sur les listes électorales belges pour les élections communales.
Au 1er août 2006 il y avait 105 146 électeurs français potentiels (49 937 hommes, 55 209 femmes), dont seuls 20 % s'étaient inscrits sur les listes électorales belges (21 070, dont 9 969 hommes et 11 101 femmes).
Au 1er avril 2009, il y avait 16 099 électeurs français inscrits sur les listes belges d'électeurs pour les élections européennes, sur 66 203 électeurs étrangers d'un autre pays de l'Union européenne.

## Personnalités françaises ayant vécu en Belgique
- Léon Daudet (à Bruxelles, 1927-1929)
- Victor Hugo (à Bruxelles, 1851-1852)
- Arthur Rimbaud, à Bruxelles (1872-1873)
- Paul Verlaine, à Bruxelles, puis à la prison de Mons (1872-1875)

## Personnalités belges d'origine française ou binationales franco-belges
- Charles Rogier (1800-1885), ministre et parlementaire libéral belge, natif de Saint-Quentin (Aisne)
- Hendrik Conscience (1812-1883), écrivain nationaliste flamand, fils de Pierre Conscience, natif de Besançon
- Yves de Jonghe d'Ardoye d'Erp (1953-), député régional bruxellois (1989-2009), bourgmestre d'Ixelles (1993-2000), candidat aux élections municipales à Vézac (Dordogne) en 1995[36],[37]